# دنیس پورت (ماساچوست)
دنیس پورت (به انگلیسی: Dennis Port) یک منطقهٔ مسکونی در ایالات متحده آمریکا است که در شهرستان برنستبل، ماساچوست واقع شده‌است. دنیس پورت ۸٫۵ کیلومتر مربع مساحت و ۳٬۱۶۲ نفر جمعیت دارد و ۶ متر بالاتر از سطح دریا واقع شده‌است.